# Mexico (Album)
Mexico ist eine EP der deutschen Rockband Böhse Onkelz. Sie erschien im November 1985 über das Label Rock-O-Rama Records und verkaufte sich zur Erscheinungszeit etwa 8.000 Mal.

## Entstehungsgeschichte
Die EP war gleichzeitig die letzte Veröffentlichung der Band bei dem Label Rock-O-Rama des 2005 verstorbenen Herbert Egoldt, denn mit dem dritten Album war der 1984 abgeschlossene Vertrag erfüllt. Egoldt bezahlte weder für die Aufnahmen, noch für die abgesetzten Einheiten der Vorgänger. Die Onkelz waren an einer weiteren Zusammenarbeit mit Egoldt nicht interessiert, da dieser mittlerweile mehrere neonazistische Bands mit seinem Label vermarktete. Aus diesem Grund hielt die Band das Album so knapp wie möglich, es befinden sich lediglich sechs Songs auf der EP.

## Covergestaltung
Das Cover der EP Mexico ist in schwarz-weiß gehalten und zeigt ein Bild der vier Bandmitglieder, tanzend und in mexikanischer Kleidung. Quer über das Cover prangt der Schriftzug Böhse Onkelz. Am unteren Rand steht in schwarzen Buchstaben das Wort Mexico.

## Titelliste
| # | Titel                    | Länge |
| - | ------------------------ | ----- |
| 1 | Mexico                   | 4:14  |
| 2 | Das Tier in mir          | 4:10  |
| 3 | Stolz (schnelle Version) | 2:42  |
| 4 | Stöckel & Strapse        | 3:08  |
| 5 | In jedem Arm ’ne…        | 4:26  |
| 6 | Gesetze der Straße       | 4:02  |

## Versionen
Die EP erschien auch als Bootleg und von Rock-O-Rama in verschiedenen Fassungen, unter anderem mit dem Vorgänger Böse Menschen – Böse Lieder und dem inoffiziellen Album Freitag Nacht.

## Informationen zu einzelnen Liedern
Mexico
In diesem Song geht es um die Fußball-WM '86 in Mexiko. Im Gegensatz zu „Frankreich ’84“ und „Fußball + Gewalt“, vom ersten Studioalbum Der Nette Mann, geht es nicht mehr um die Gleichstellung von Fußball und Gewalt, sondern um die Überzeugung des Sieges der deutschen Mannschaft und um den damit verbundenen Spaß. Auch Alkohol spielt in diesem Song eine große Rolle. Es ist gleichzeitig das letzte Fußballlied der Band und genießt – wohl gerade deshalb – szeneübergreifende Beliebtheit.
Stolz (schnelle Version)
Während die Ska-Version vor ihrer Veröffentlichung auf Der nette Mann lange als Demoaufnahme erhältlich war, wurde die Rock-Fassung erst relativ kurz vor ihrer Veröffentlichung auf Mexico bei der Talkshow „Live aus dem Alabama“ uraufgeführt. Man entschloss sich dazu, die „Pogo-Version“ aufzunehmen, um Rock-O-Rama möglichst wenig Rechte an Songmaterial zu überlassen, da der Plattenvertrag kurz darauf auslief (1985/1986).
Textlich änderte sich die folgende Zeile: aus „Du hörst Oi, wenn du zuhause bist.“ wurde „Du hörst Onkelz, wenn du zuhause bist.“
In jedem Arm ’ne…
Das Lied wird bei der GEMA und auf späteren Veröffentlichungen als In jedem Arm ’ne Frau geführt.